# Xã Lamberton, Quận Redwood, Minnesota
Xã Lamberton (tiếng Anh: Lamberton Township) là một xã thuộc quận Redwood, tiểu bang Minnesota, Hoa Kỳ. Năm 2010, dân số của xã này là 193 người.